# Stickle Pike
Stickle Pike är ett berg i Storbritannien.   Det ligger i grevskapet Cumbria och riksdelen England, i den centrala delen av landet, 400 km nordväst om huvudstaden London. Toppen på Stickle Pike är 304 meter över havet. Stickle Pike ingår i Cumbrian Mountains.
Terrängen runt Stickle Pike är huvudsakligen kuperad, men söderut är den platt.Runt Stickle Pike är det ganska tätbefolkat, med 83 invånare per kvadratkilometer. Närmaste större samhälle är Millom, 12,5 km söder om Stickle Pike. Trakten runt Stickle Pike består i huvudsak av gräsmarker.